# Forbrugerinformationen
Forbrugerinformationen var en selvejende institution, der uafhængigt af såvel det politiske system som industrien varetog forbrugernes interesser. Institutionen foretog tests og udgav pjecer, bøger, ligesom den drev en hjemmeside.
Forbrugerinformationen blev dannet i 1999 som afløser for Statens Husholdningsråd og blev i 2003 lagt sammen med Forbrugerstyrelsen.
Christine Antorini var sekretariatschef for Forbrugerinformationen.